# Dambel
Dambel település Olaszországban, Trento megyében. Lakosainak száma 412 fő (2023. január 1.). Dambel Novella, Romeno, Sarnonico és Sanzeno községekkel határos.

## Népesség
A település népességének változása:
| Lakosok száma | 433  | 430  | 412  |
|               | 2017 | 2018 | 2023 |